# سيلسو أوليفيرا
سيلسو أوليفيرا (بالبرتغالية: Celso Oliveira) هو راكب الكنو برازيلي، ولد في 28 أكتوبر 1988 في ساو باولو في البرازيل.

## وصلات خارجية
- سيلسو أوليفيرا على موقع الاتحاد الدولي للكانو (الإنجليزية)
- سيلسو أوليفيرا على موقع اللجنة الأولمبية الدولية (الإنجليزية)
- سيلسو أوليفيرا على موقع أوليمبيديا (الإنجليزية)